# Ulrich Mann (Musiker)
Ulrich „Uli“ Mann (* 10. November 1953 in Schalkau) ist ein deutscher Musiker, Komponist, Arrangeur und Musiklehrer.

## Leben
Ulrich Mann wuchs in der südthüringischen Kleinstadt Schalkau auf. Mit zehn Jahren begann er mit dem Klavierunterricht, wodurch sein musikalisches Talent entdeckt wurde. Er besuchte von 1968 bis 1972 die EOS Max Greil, das heutige Hennebergische Gymnasium, in Schleusingen. Anschließend studierte er von 1972 bis 1977 Klavier und Musikpädagogik an der Hochschule für Musik Franz Liszt Weimar bei Manfred Schmitz und Erika Heide.
Seit 1977 wohnt Ulrich Mann in Berlin. Er ist seit 1979 mit Elisabeth Dolg verheiratet, mit der er zwei Söhne hat.

## Wirken
Ulrich Mann spielte zunächst in verschiedenen Bands:
- 1975/1976 Keyboard bei Pro Art, Ilmenau
- 1976/1977 Keyboard bei Gruppe Elefant, Weimar
- 1977–1982 Mitgründung und Keyboard bei Silly, Berlin (Tourneen nach Rumänien, Bulgarien, Polen, Tschechoslowakei und Norwegen)[1]

Von 1982 bis 1991 folgten diverse Arrangements und Kompositionen für das Plattenlabel Amiga, Rundfunk und Fernsehen. Er arbeitete dabei mit Interpreten wie Gerd Christian, Andreas Holm, Peter Ehrlicher, Roland Neudert, Regina Thoss, Olaf Berger, Dunja Rajter, Katrin Fischer und Uta Bresan. Von 1987 bis 1988 war er als Musikproduzent in einer Ost-Berliner Rundfunkanstalt in der Sparte Pop-Rock angestellt.
1985 feierte Ulrich Mann mit der Produktion der LP Weihnachten in Familie mit Frank Schöbel, Aurora Lacasa und deren gemeinsamen Kindern Dominique und Odette seinen größten Erfolg. Weihnachten in Familie gilt als der meistverkaufte Amiga-Tonträger. Bis heute wurden über 2 Millionen Exemplare verkauft.
Von 1982 bis 2000 komponierte Ulrich Mann vor allem Gesangs- und Instrumentaltitel. Von 1991 bis 2002 spezialisierte er sich auf Sender-Jingles für den Deutschlandsender, Radio Brandenburg, Antenne Brandenburg und MDR 1 Radio Sachsen.
Seit 1999 arbeitet Ulrich Mann als Klavierlehrer an der Schostakowitsch-Musikschule Berlin-Lichtenberg. Zudem setzt sich Ulrich Mann seit 2006 als Dozentenvertreter für die Rechte von Musikschullehrern in Berlin und die Interessen der musikinteressierten Schüler ein.

## Instrumentals (Auswahl)
- Weihnachtsmusik (1985)
- Wolkenmehr (1987)
- Lindenbummel (1987)
- Don’t Stop It (1989)
- Let’s Swing (1989)
- Speed Limit (1995)
- That’s Another Story (1995)
- Powerful Dessert (1995)
- Fun Racing (1995)
- Classics (1995)
- On And On (1998)
- MDR 1 Radio Sachsen (über mehrere Jahre)

(Quelle:)

## Songs (Auswahl)
- Dieses Mal, Peter Ehrlicher
- Du kannst mich befrein, Olaf Berger
- Einmal wieder lieben, Regina Thoss
- Fühl dich bei mir wie zu Haus, Roland Neudert
- Sehnsucht sucht den Weg zu dir, Gerd Christian
- Meine erste Liebe, Gerd Christian
- Boot der Phantasie, Stefanie
- Wieder einmal durchgebrannt, Olaf Berger

(Quelle:)